# Silver River Flume
Silver River Flume es una atracción acuática del tipo Flume (popularmente conocida como Los Tronquitos o Los Troncos) instalada en el parque de atracciones PortAventura Park, en Salou. Consiste en un viaje en tronco por una canal que simula un aserradero sobre el río Colorado.

## Inicios
La atracción se inauguró en 1995, en la apertura del parque. En un principio, la atracción iba a llamarse Colorado Shoots.

## Descripción

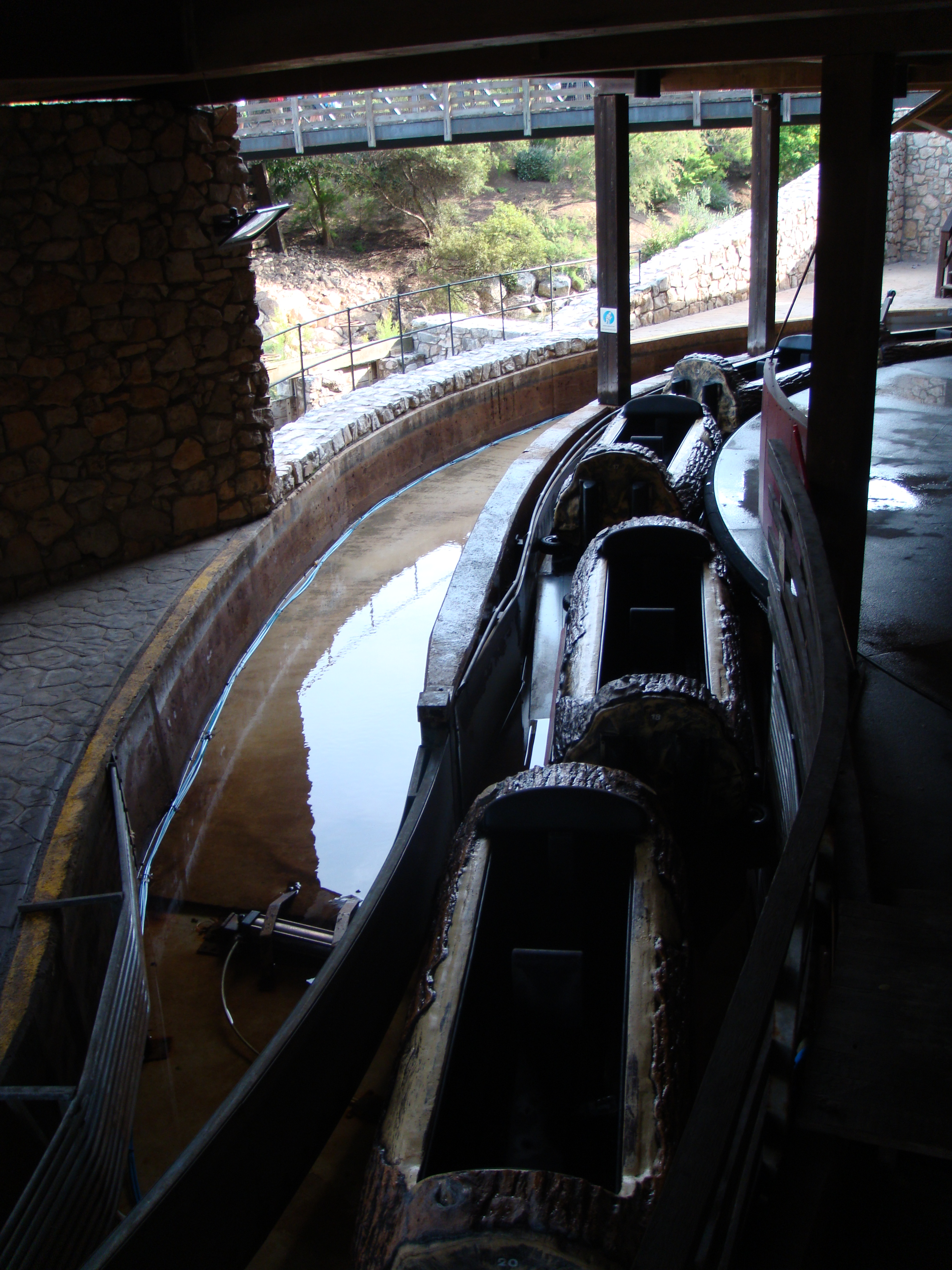
Troncos del Silver River Flume

Los "troncos" permiten hasta 5 pasajeros. Existe un mecanismo giratorio que hace que los carros sigan girando constantemente, y los pasajeros deben subirse a este en marcha (a baja velocidad), es parecido al sistema del Grand Canyon Rapids. La decoración está muy lograda y la última bajada no decepciona. Las vías logran una altura respetable que permiten durante los tramos lentos disfrutar de una buena vista del parque. Se cruza diversas veces con la atracción El Diablo.

## Argumento
Corre el año 1875 en el aserradero de Penitence. La empresa "The Silver River Milling & Lumber Co" se ve obligada a transportar sus troncos a través del río debido a su gran peso. La travesía está plagada de rápidos descensos y altibajos. ¿Quizás algunos valientes se atrevan a montarse en los troncos y desafiar estos peligros?

## Tematización
El edificio de la cola simula con total exactitud el aserradero, antiguamente debido a su peso los troncos tenían que ser trasladados por los ríos hasta el aserradero. Podrás ver algunos troncos cortados y una rueda que mueve parte del mecanismo. 
Este aserradero es propiedad de la empresa "The Silver River Milling & Lumber Co." y uno de sus eslóganes que pueden leerse por la fachada: "Las tablas más rectas del mundo".

## El Recorrido
El recorrido es bastante largo, sobrepasando los 6 minutos. Existen tres subidas y tres bajadas, la mayor de las cuales es la última.
Destaca por estar a una altura que permite unas buenas vistas del parque y que se cruza con los recorridos de atracciones como El Diablo
y Ferrocarril Tour.

## Ficha

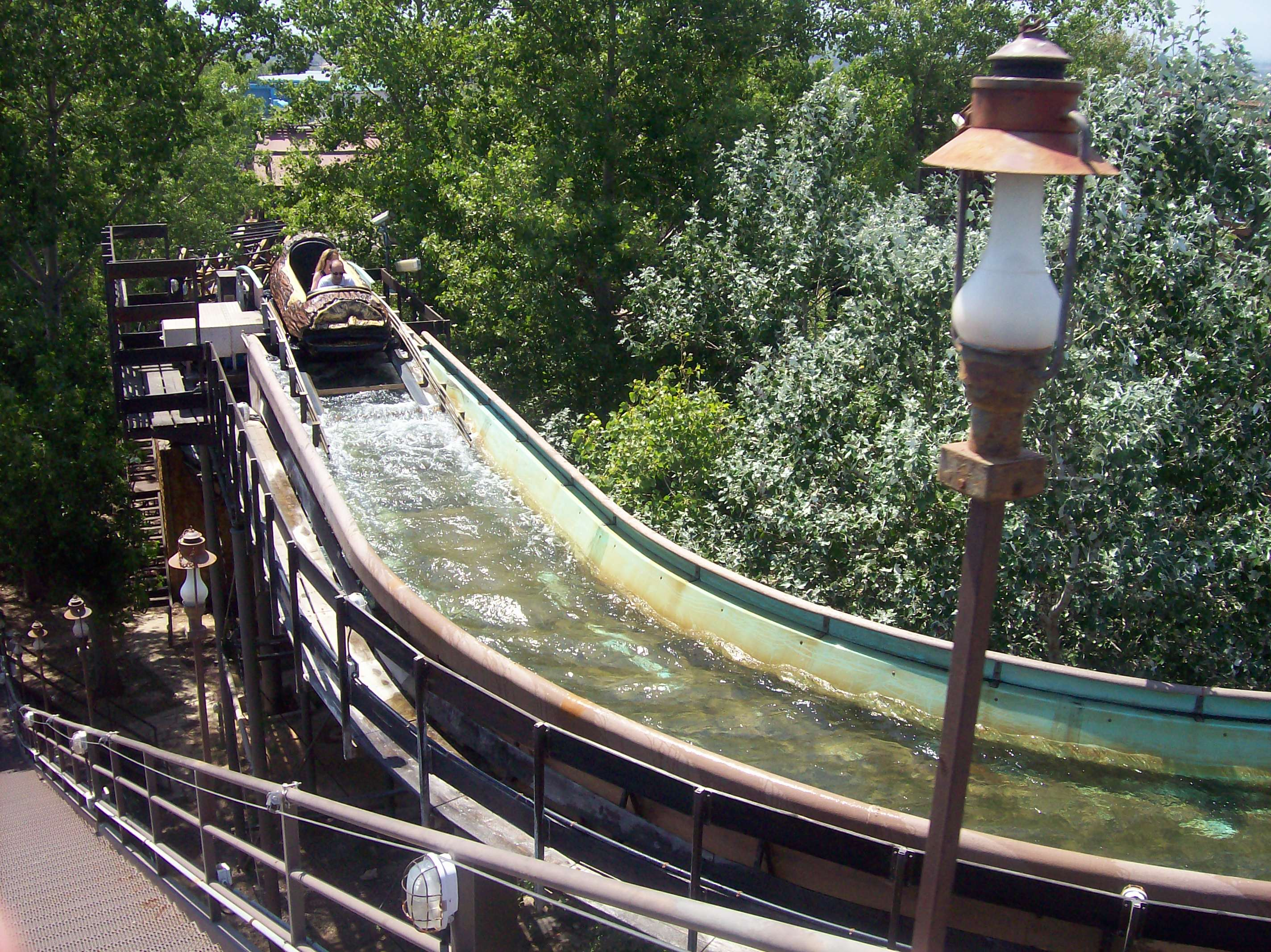
Vista del recorrido.

| Fecha de inauguración           | 1 de mayo de 1995.                           |
| Zona del Parque                 | Far West                                     |
| Tipo                            | Flume                                        |
| Diseño                          | Mack Rides                                   |
| Tematización                    | Antiguo aserradero                           |
| Estado actual                   | Abierta                                      |
| Altura máxima                   | 16 m                                         |
| Longitud del recorrido          | 689 m                                        |
| Duración del recorrido          | 6 minutos 30 segundos                        |
| Velocidad máxima                | 55 km/h                                      |
| Nº máximo de trenes simultáneos | 12 aprox.                                    |
| Capacidad por tronco            | 5 personas                                   |
| Volumen de pasajeros            | 1500 personas /h                             |
| Foto/Video On Ride              | Sí/No                                        |
| Servicio Express                | Sí                                           |
| Altura Mín. y Máx               | 1 m / No (De 1m a 1,4m deben ir acompañados) |
| Acceso con movilidad reducida   | Sí                                           |
| Coste                           | 1.000.000                                    |
| Geolocalización                 | 41°05′16″N 1°09′22″E / 41.087910, 1.156217   |

## Galería de fotos

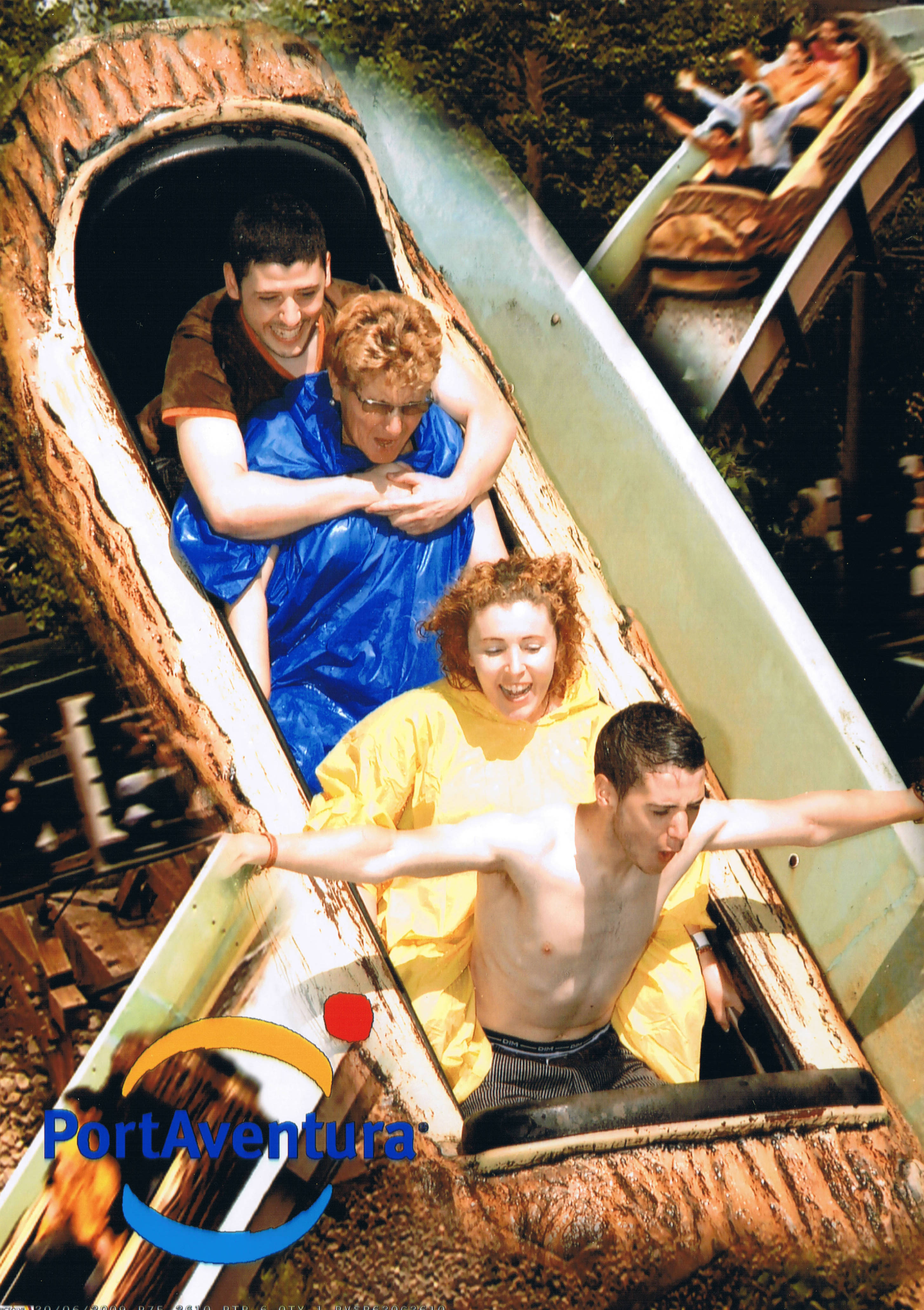
Photo onride.

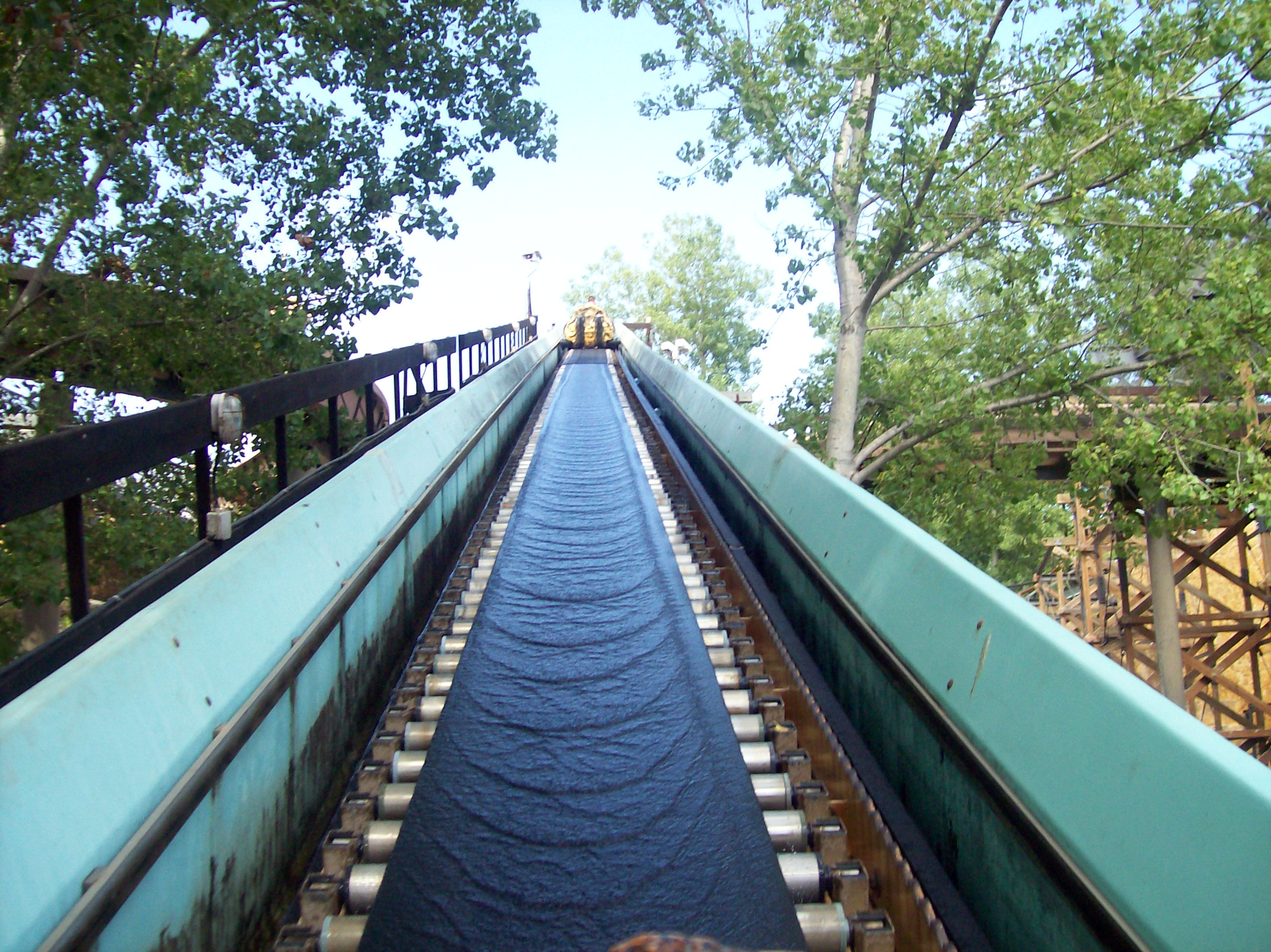
Subida por el Silver River Flume
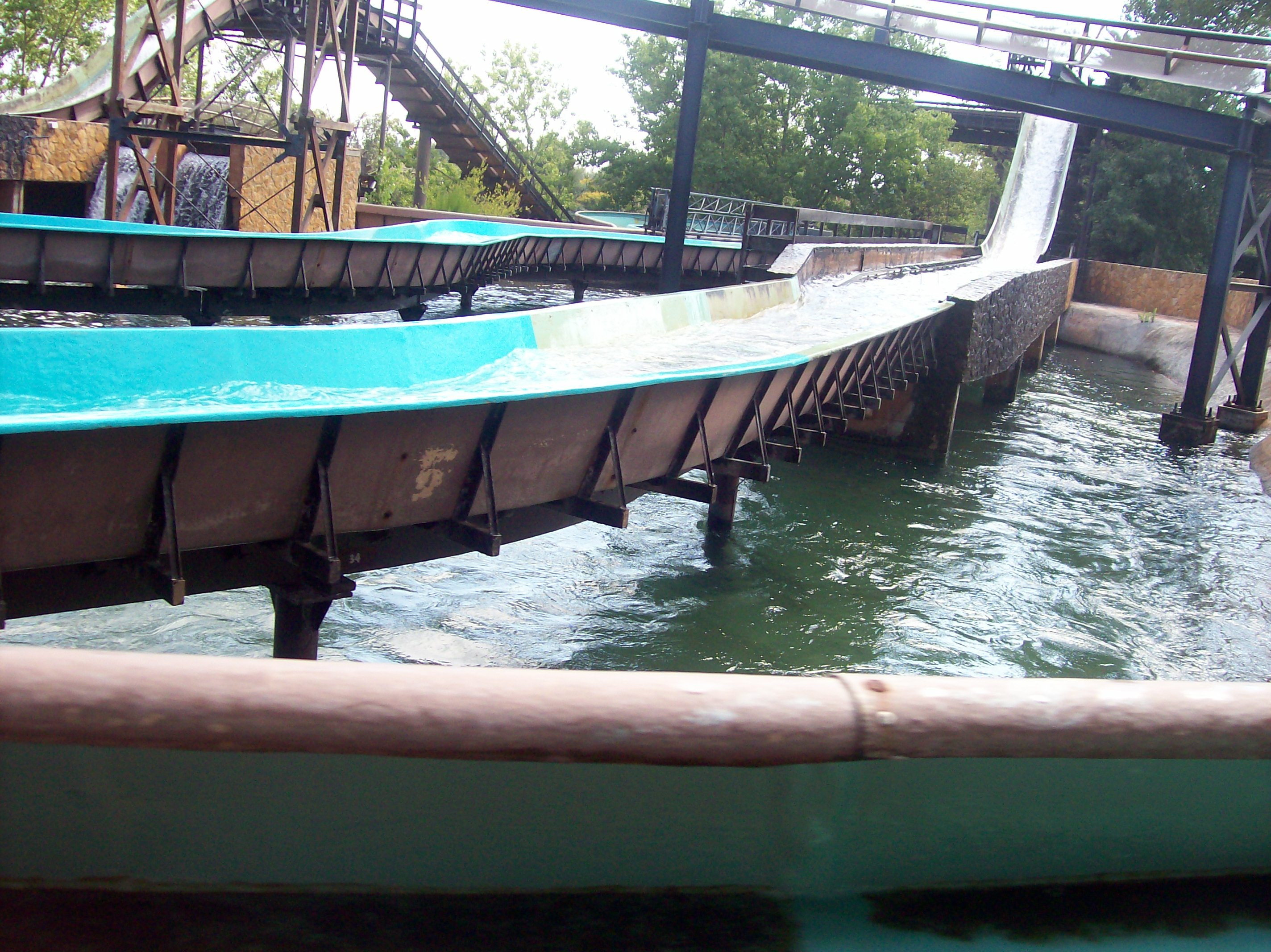
Vía por la que van los troncos.
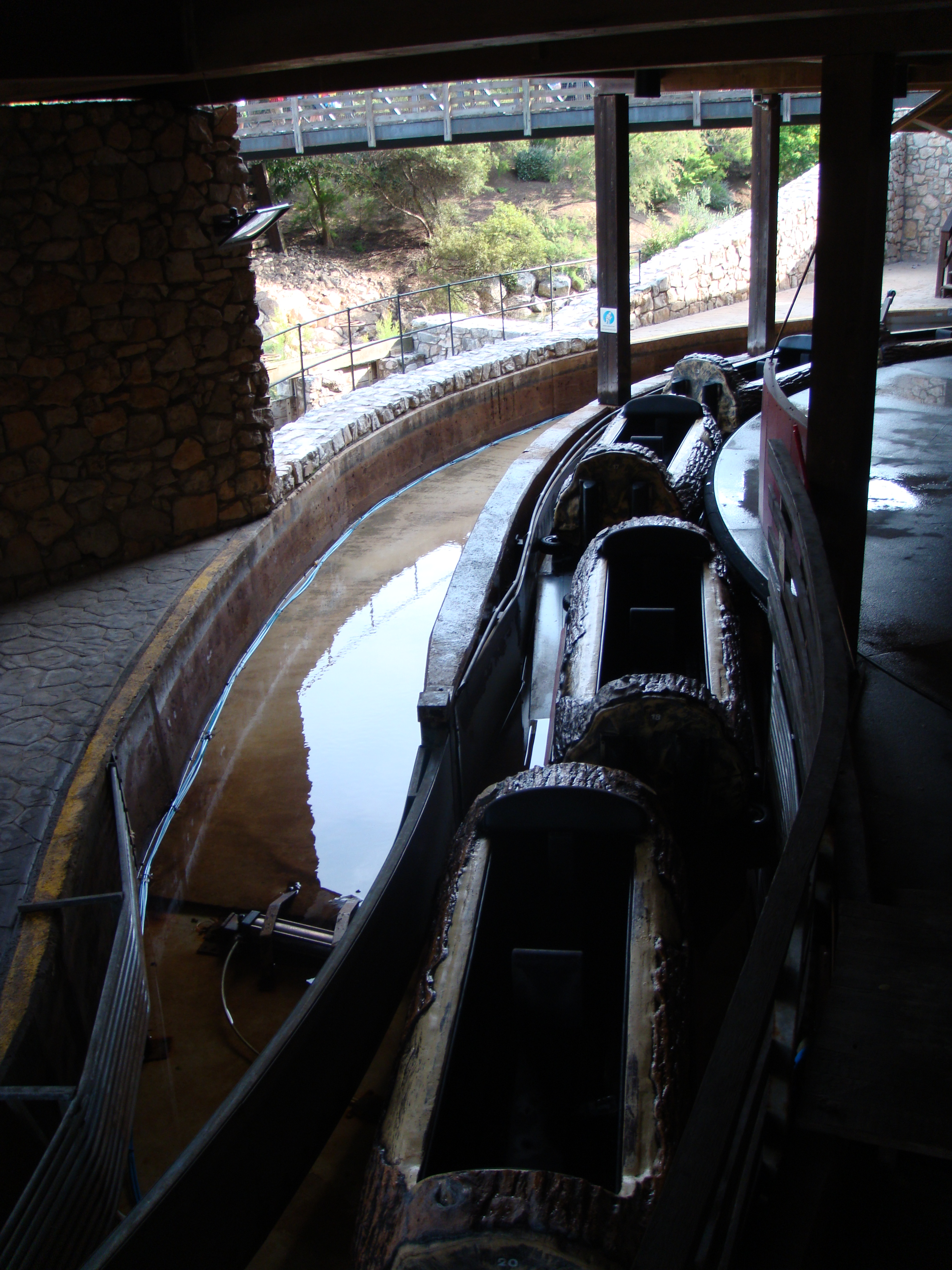
Troncos parados en la salida de la atracción.
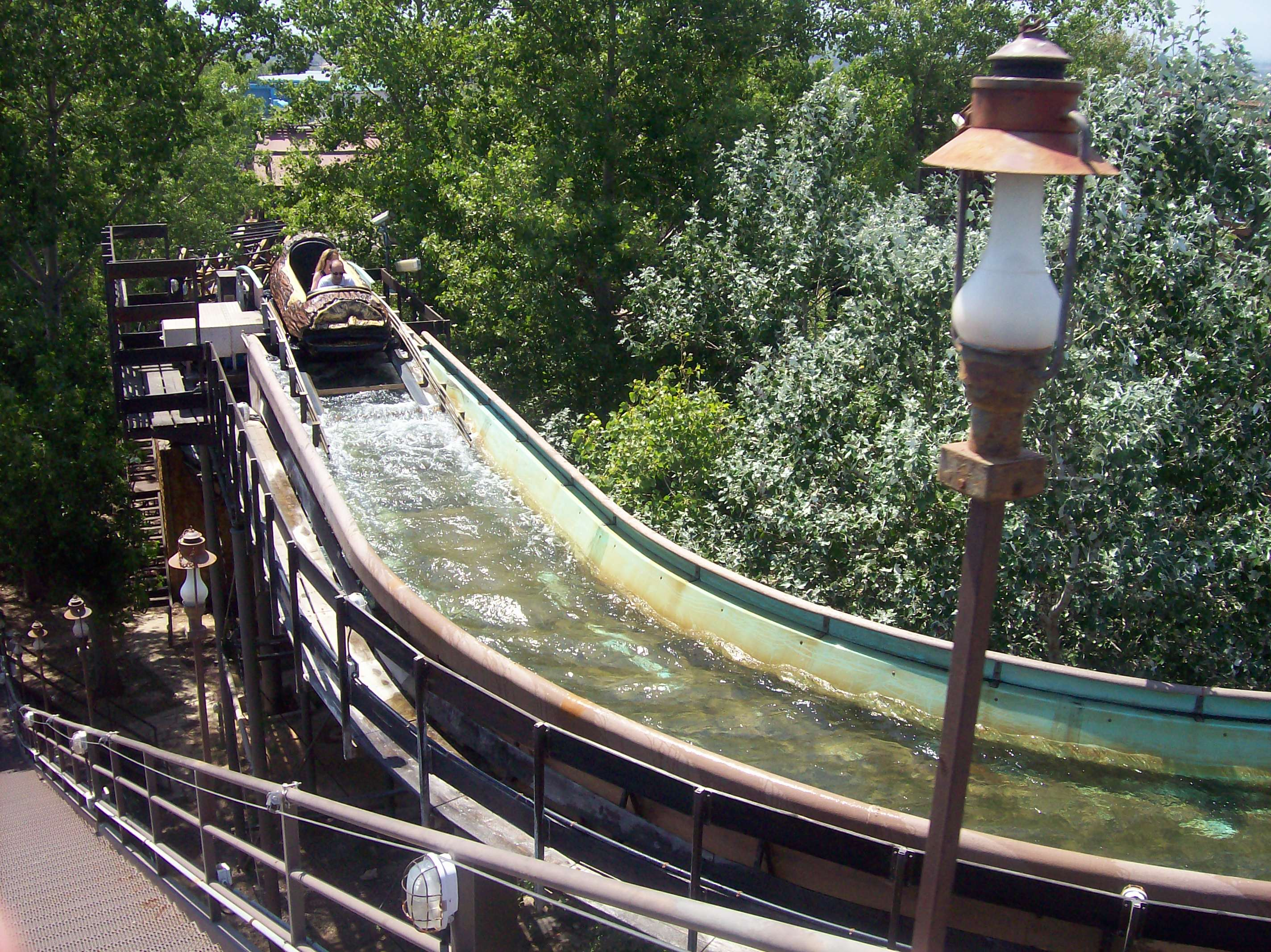
Parte del recorrido
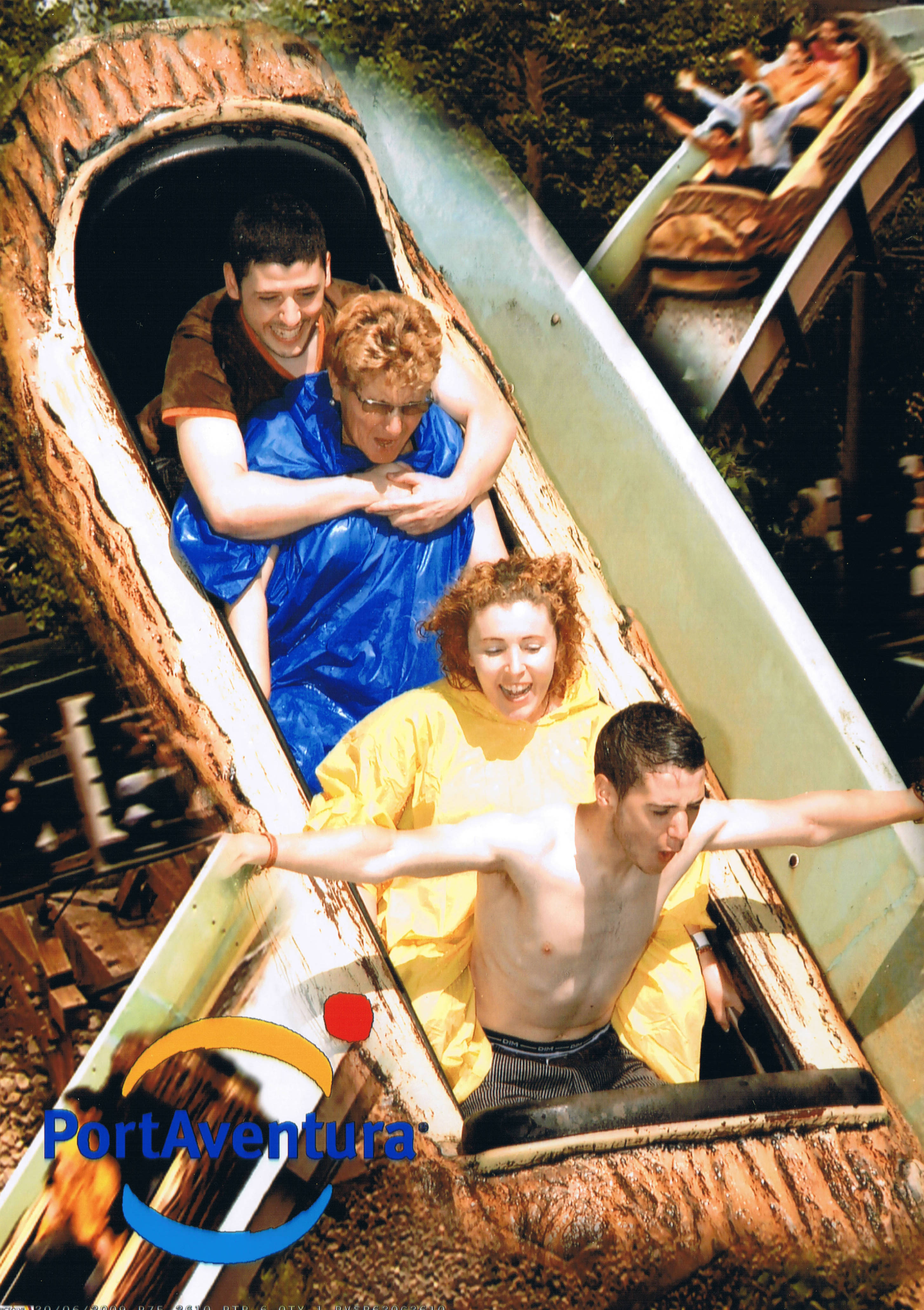
Foto "On Ride" en la última bajada.
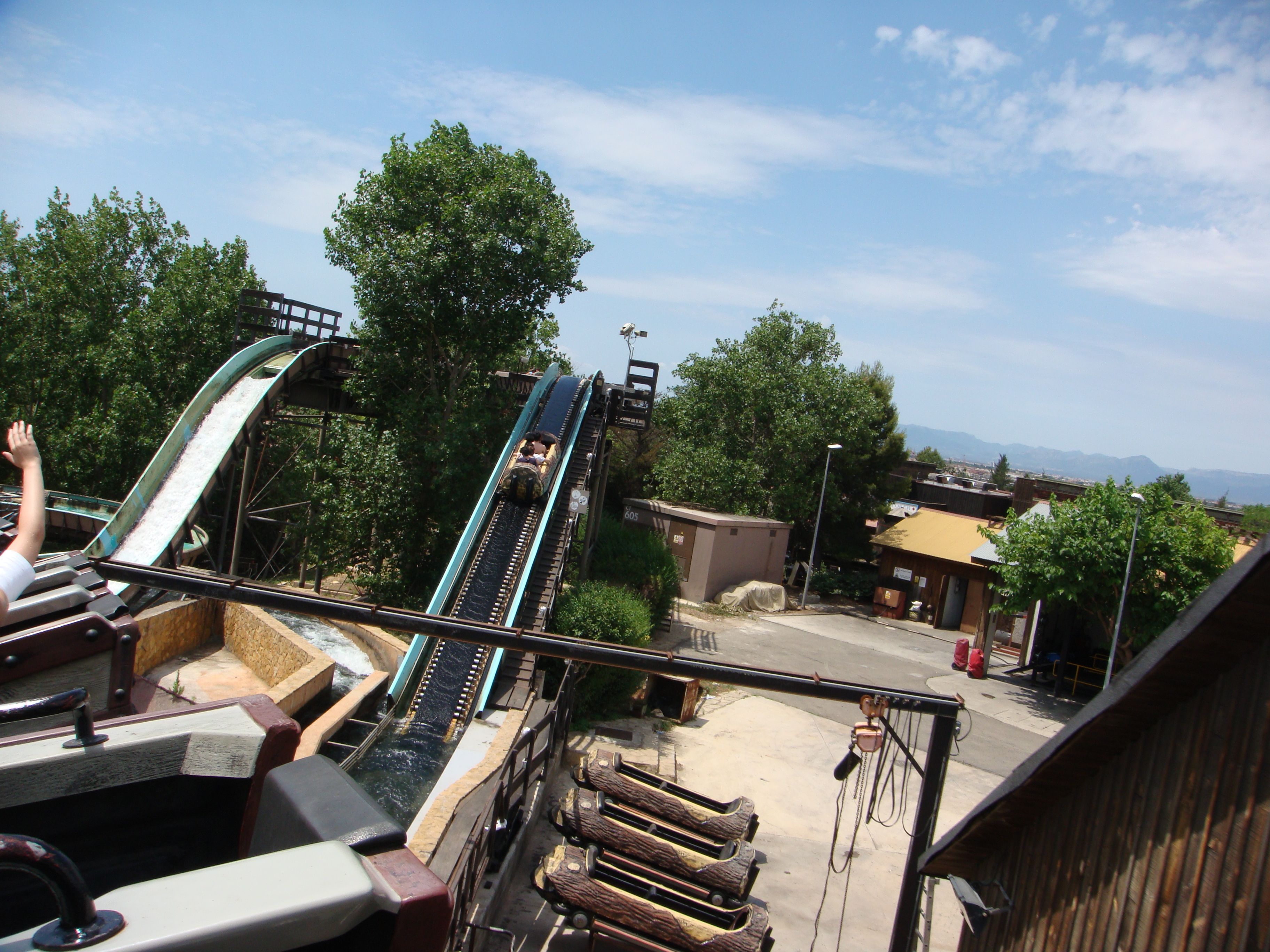
Silver River flume desde El Diablo.
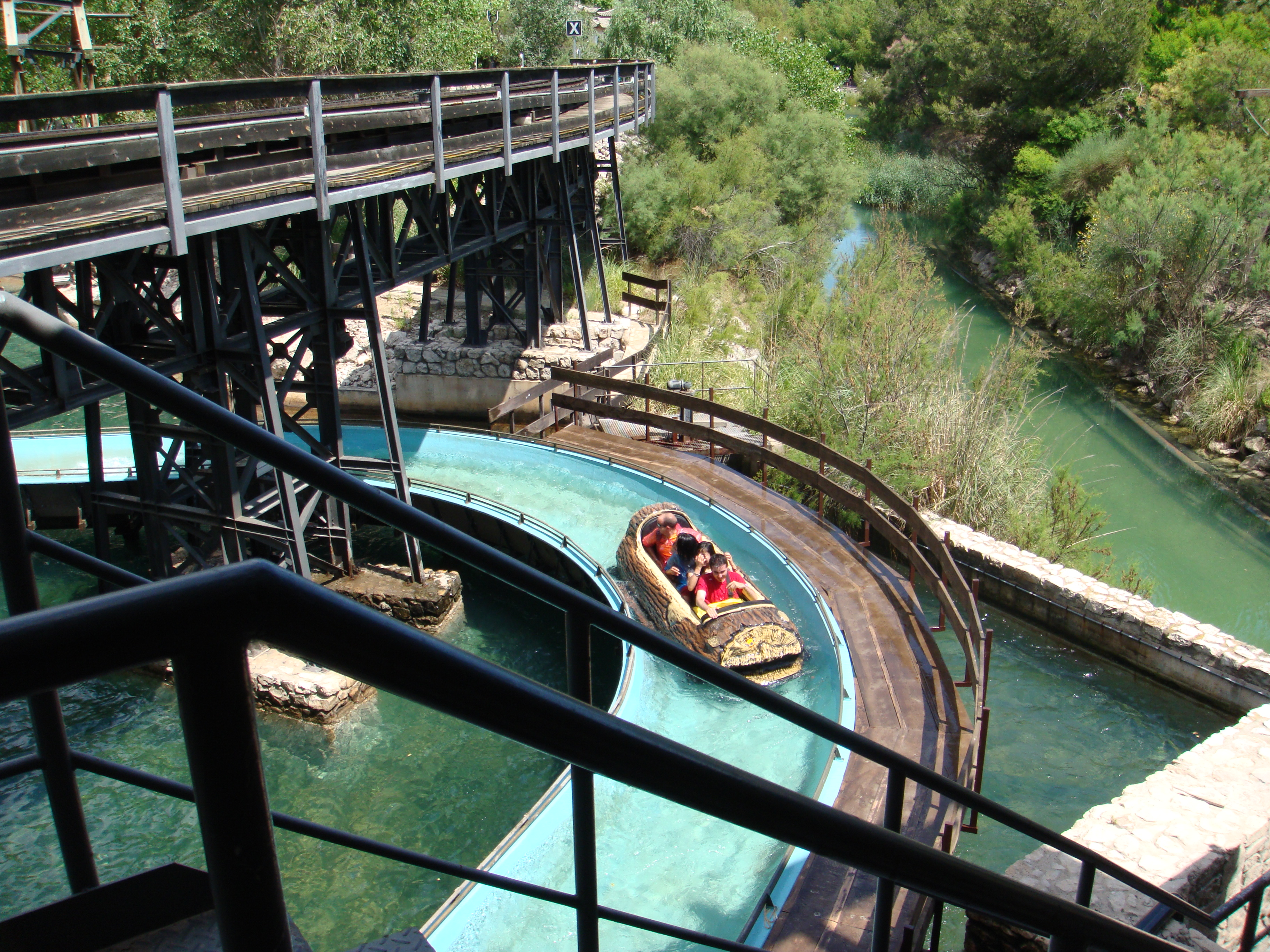
Tronco pasando bajo las vías del Ferrocarril Tour.
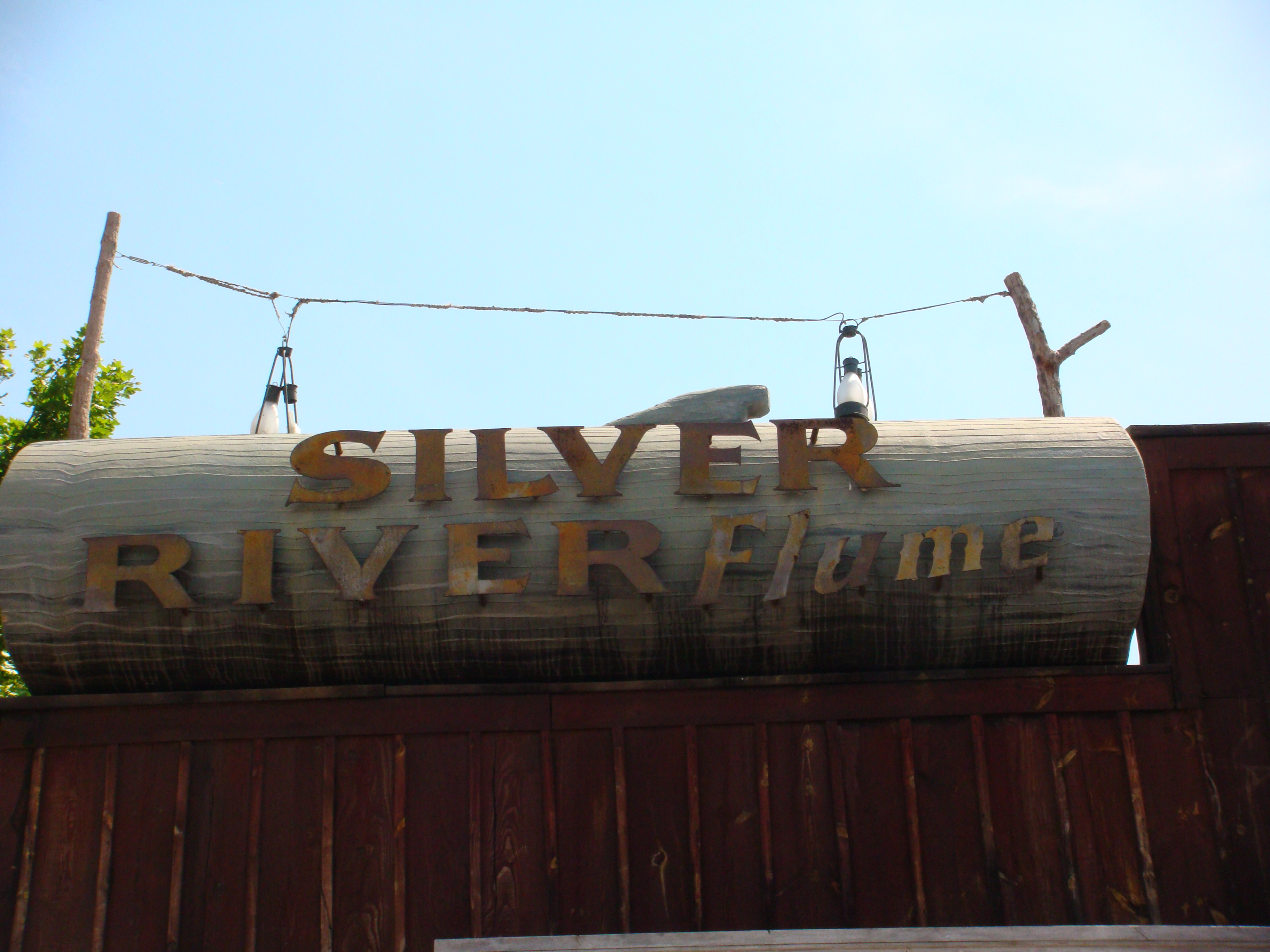
Entrada al Silver River Flume
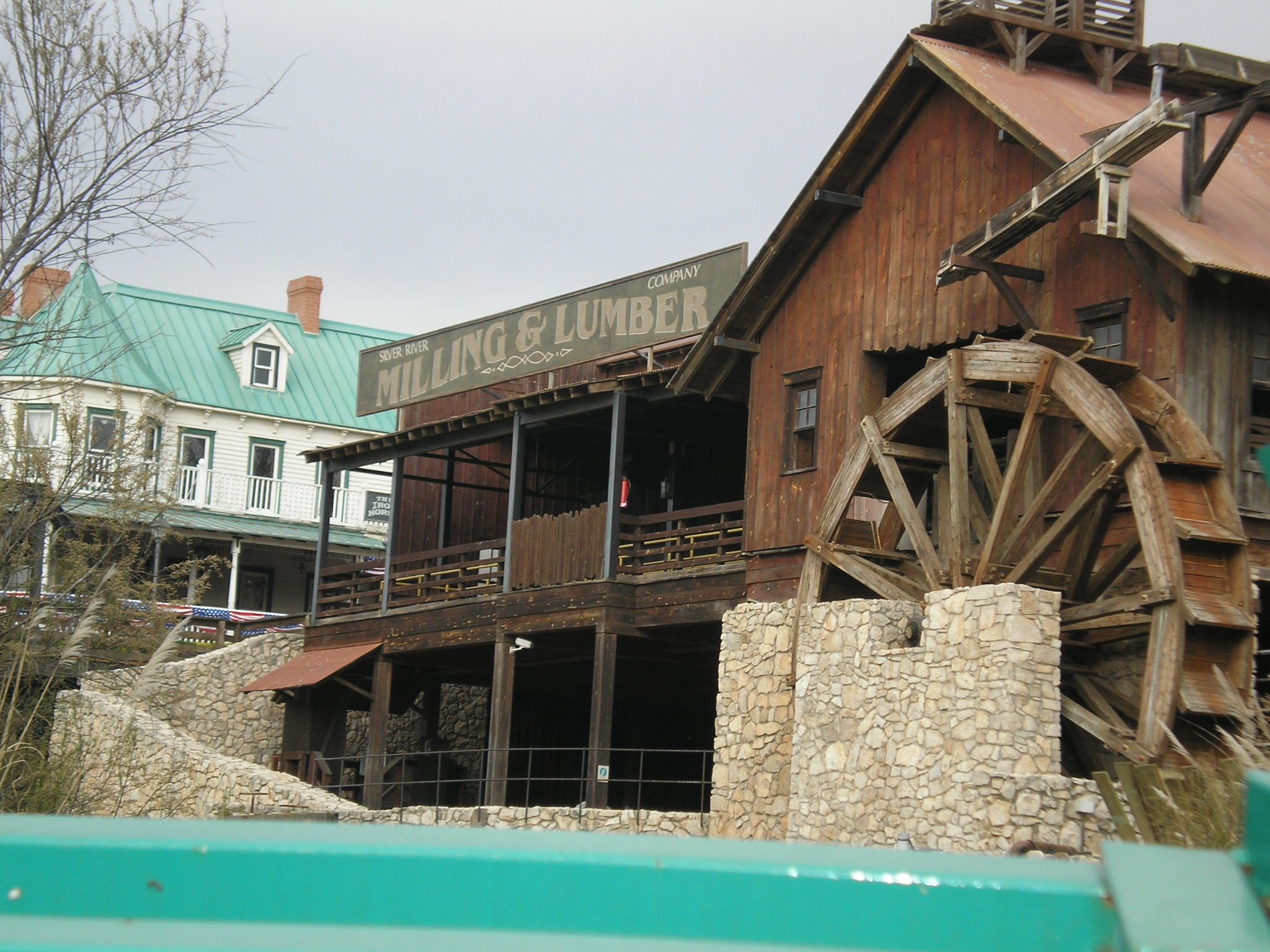
Milling&Lumber Co.
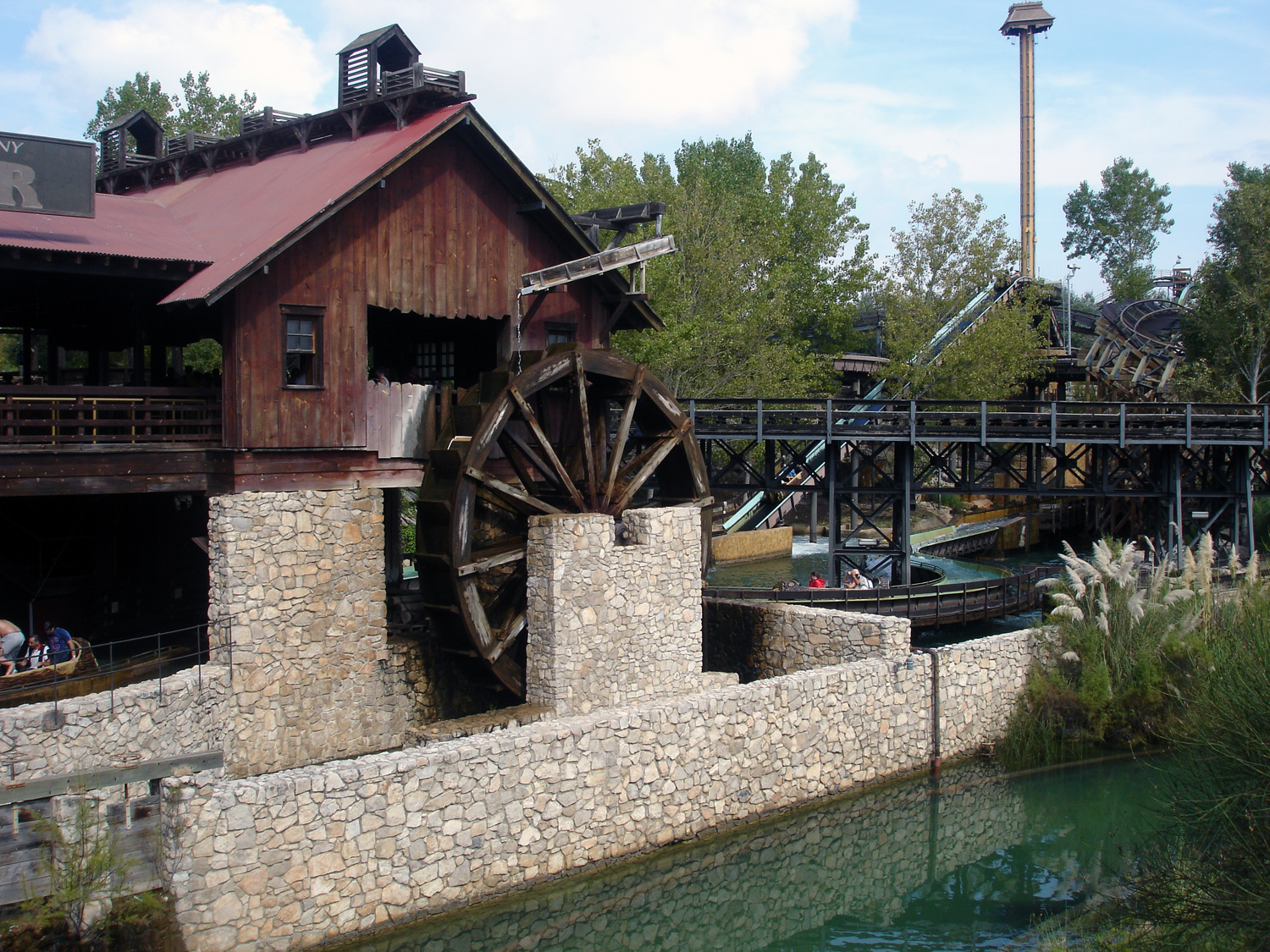
Edificio del Silver River Flume

### Atracciones de PortAventura Park
- Shambhala: Expedición al Himalaya
- Furius Baco
- Dragon Khan
- Grand Canyon Rapids
- Hurakan Condor
- Stampida
- Tomahawk
- El Diablo - El tren de la mina
- Ferrocarril Tour
- Tutuki Splash
- Tami-Tami
- Templo del Fuego
- Fumanchú

Atracciones similares:
- Río Bravo (Atracción)
- tutuki splash